# Zählen (Musik)
Als Zählen bezeichnet man in der musikalischen Unterrichts- und Übungspraxis Verfahren zur sprachlichen Verklanglichung von metrischen und rhythmischen Erscheinungen in taktgebundener Musik. Grundlage ist hierbei das Abzählen der durch eine Taktvorzeichnung intendierten metrischen Grundpulse, die als Zählzeiten definiert werden. Die Verklanglichung von Unterteilungswerten erfolgt durch konventionell geregelte oder intuitiv verwendete Sprachsilben, so dass sich das hier beschriebene Zählen de facto nur auf die metrischen Hauptpositionen eines Taktes bezieht und dieses Verfahren als Variante der weltweit verbreiteten Rhythmussprachen, wie z. B. der indischen Silbensprache solkattu oder der Rhythmussilben der Kodály-Methode, zu betrachten ist.
Zählen kann als elementares Hilfsmittel zur metrischen und rhythmischen Orientierung dienen und ist grundsätzlich nicht an bestimmte Notationsformen gebunden.

## Auszählen taktgebundener Musik
Das Auszählen von Takten richtet sich nach der Taktvorzeichnung, kann aber aus pragmatischen Gründen davon abweichen, z. B. bei sehr langsamen oder sehr schnellen Vortragsgeschwindigkeiten oder bei rhythmisch komplexen Unterteilungswerten.
- Zählen des Grundpulses: Die Zählzeiten werden im Regelfall durch den in der Taktangabe im Zähler angegebenen Wert bestimmt, während der Nenner den Notenwert definiert, der im Notenbild den jeweiligen Grundpuls darstellt. So ist die Taktvorzeichnung eines 4⁄4-Takts als „vier Zählzeiten mit dem Zählwert der Viertelnote“ zu lesen, also wird der Takt als „1, 2, 3, 4“ gezählt. In einem 2⁄2-Takt hingegen ist die halbe Note Bezugsgröße, während Viertelnoten nunmehr als Unterteilungswerte ersten Grades gelten und wie nachfolgend beschrieben zu zählen sind.
- Binäre Unterteilungswerte 1. Grades: Einfache Unterteilungen der Zählzeiten werden mit der Zusatzsilbe „und“ gezählt, also  „1 und 2 und (usw.)“. Bei Viertelnoten als Grundpuls betrifft dies demnach die Achtelnoten zwischen den Zählzeiten, im 2⁄2-Takt hingegen die Viertelnoten.
- Binäre Unterteilungswerte 2. Grades: Weitere Unterteilungen wie Sechzehntelnoten können mittels Zusatzsilben gezählt werden, z. B. "1-e-und-e 2-e-und-e (usw.)".
- Ternäre Unterteilungswerte 1. und 2. Grades: Für Achteltriolen sind im deutschsprachigen Raum neben der „Triple-Zählweise“ („1-o-le 2-o-le ...“) auch  Formen wie „Ei-ner-lei-Zwei-er-lei (usw.)“ verbreitet. Bei höheren Unterteilungsgraden (Sextolen) führen Kombination von Achtel- und Triple-Zählung („1-o-le-und-o-le“) bereits an die Grenzen der Praktikabilität.

In der musikalischen Praxis beschränkt man sich im Regelfall auf das Auszählen der Grundpulse und ihrer nächstkleineren binären bzw. ternären Unterteilung. 